# NGC 5119
NGC 5119 في الفهرس العام الجديد، هي مجرة، تقع في كوكبة العذراء. اكتشفت في 6 مايو 1836 بواسطة جون هيرشل.

## روابط خارجية
- NGC 5119 على موقع ويكي سكاي: DSS2, SDSS, GALEX, IRAS, Hydrogen α, X-Ray, Astrophoto, Sky Map, Articles and images